# Macerata
Pour les articles homonymes, voir Macerata (homonymie).
Macerata est une ville italienne d'environ 41 200 habitants, située dans la province de même nom, dans la région des Marches, en Italie centrale.

## Géographie
S'élevant sur une colline à 313 mètres au-dessus du niveau de la mer, Macerata domine les vallées des fleuves Potenza, au nord, et de la rivière Chienti, au sud.
Comme pour de nombreux habitants des villes de la région, les habitants de Macerata ont vue sur la mer Adriatique à 30 km à l'est et sur les montagnes de l'Appenin central à 60 km à l'ouest.

## Histoire
L'origine de Macerata remonte à la cité romaine de Helvia Recina, forme évoluée d'une cité italique antérieure datant probablement du IIIe siècle av. J.-C. et habitée des Picéniens.
Les restes du théâtre romain du IIe siècle sont aujourd'hui la principale trace de l'antique cité et témoignent de sa relative prospérité.
Lors du IVe  ou  Ve siècle, les invasions des Goths contraignirent la majeure partie des Riciniens à s'installer sur les collines où furent fondés les centres médiévaux de Macerata et Recanati.

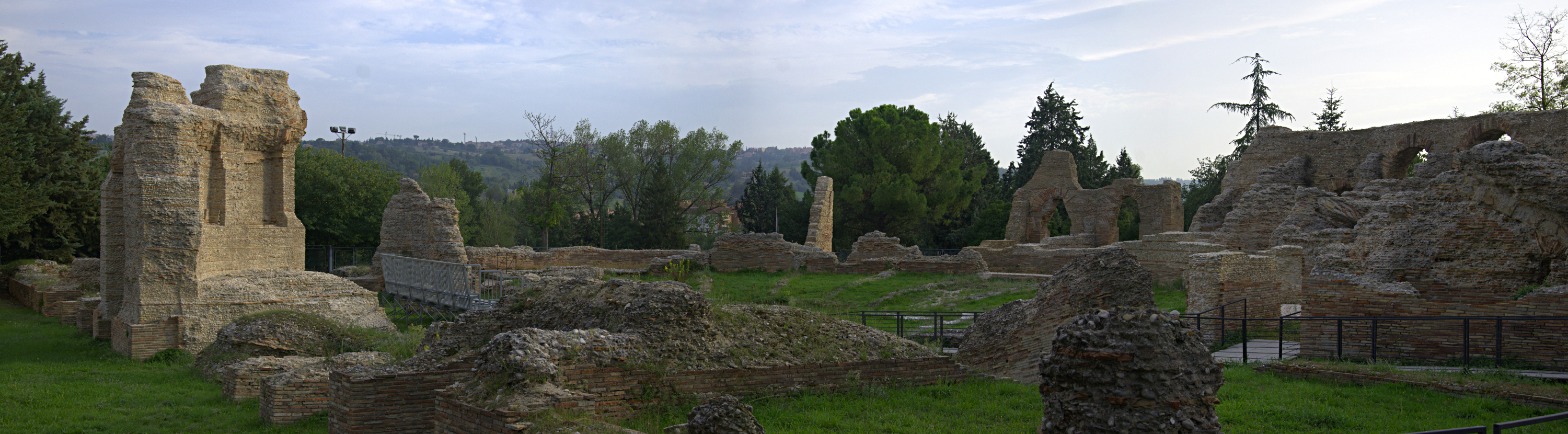
Site de Helvia Ricina.

En 1320, la décision du pape Jean XII de concéder à Macerata le siège épiscopal eut pour conséquence un accroissement de la population et un regain d’importance politique en raison de la fidélité de la Ville aux États pontificaux.
Au cours de la seconde moitié du XIIIe siècle, presque partout les structures vicinales se transformèrent en systèmes seigneuriaux et ceci advint également à Macerata, l'exercice du pouvoir passa dans les mains d'un seul individu.
Le XVIe siècle constitue le siècle d’or de la ville, la vie citadine se manifeste par un renouveau politique et économique, où fut achevée la construction des murs d’enceinte et fut restructurée la place centrale. La ville est alors en nette expansion.
Et dans la ferveur qui voit naître en Italie du XVIe siècle tant d’académies culturelles, le 2 juillet 1574, Gerolamo Zoppio, professeur de poétique, rhétorique et philosophie morale à l'Université de Macerata fondée par Bartolo da Sassoferrato, alors réputée pour ses études sur Dante et Petrarque, fonda l’Accademia dei Catenati
Au XVIIe siècle, la centralisation des pouvoirs à Rome, provoquée par la bulle pontificale De Bono Regimine du pape Clément VIII en 1592, se fit ressentir, jusqu’au siècle suivant. 
Dans la bourgeoisie, qui s'était consolidée, s’imposent progressivement de l’étranger les idées des lumières, combattues avec virulence par le clergé.
Le siècle se termine avec l’arrivée des troupes napoléoniennes, qui occupent toute la région des Marches ; l’événement est accueilli avec relatif enthousiasme dans la bourgeoisie et une partie de la population, parce qu’ils voient en lui l’avènement de leurs aspirations à plus de libertés et de justice. 

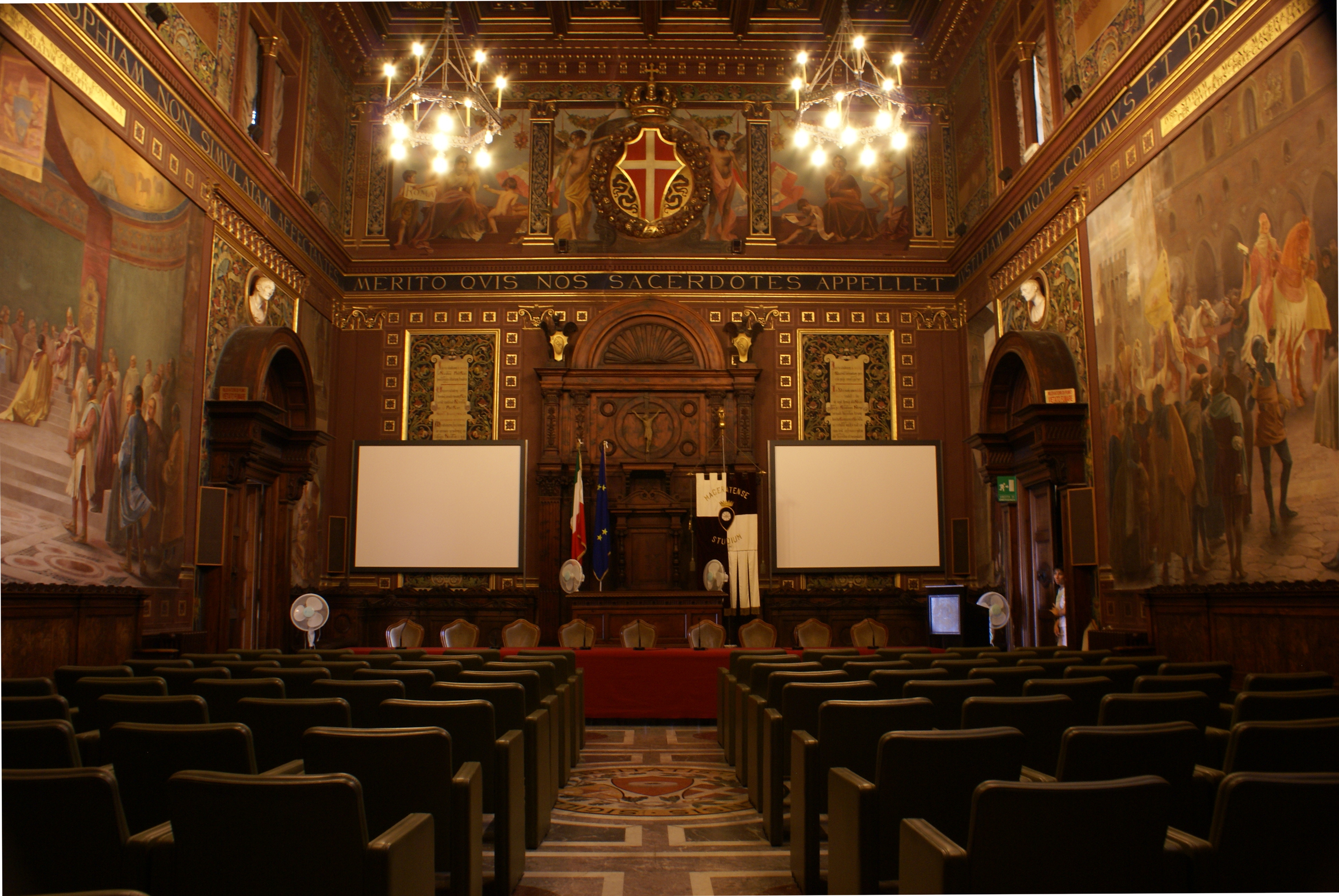
Aula Magna de l’université de Macerata.
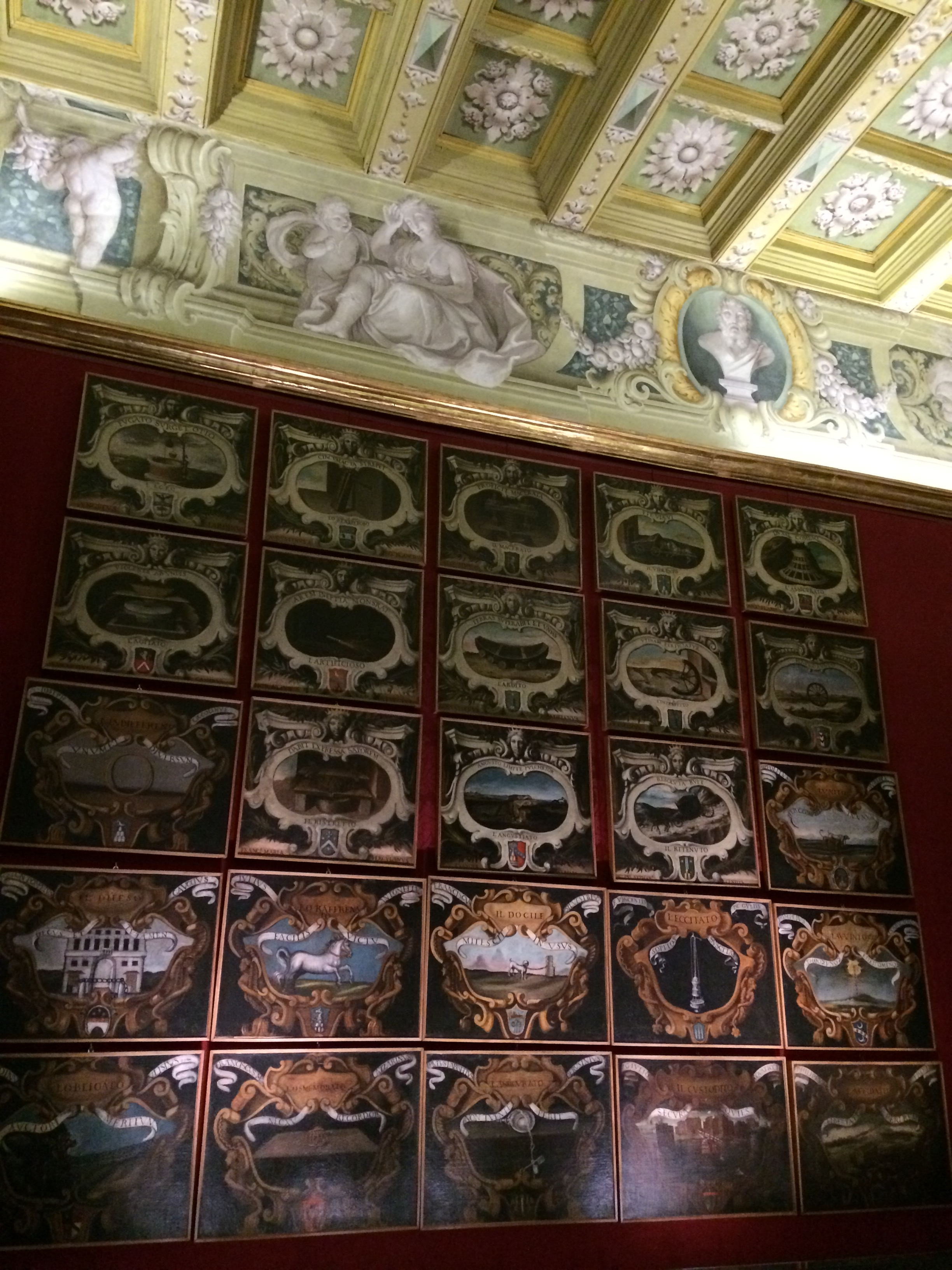
Accademia dei Catenati.
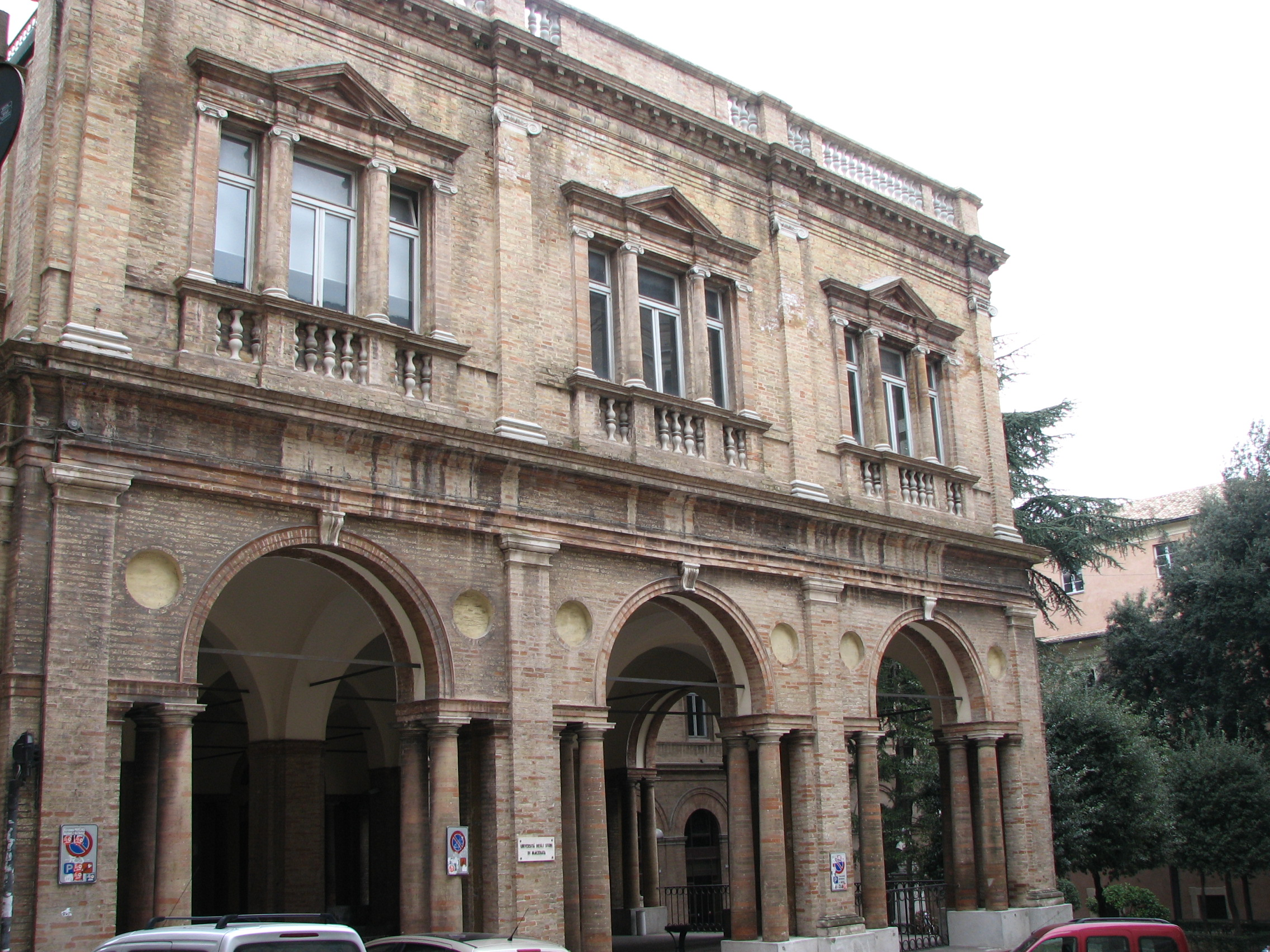
Loggia del Grano, actuelle université.

Après la suppression des ordres religieux et de la forte pression fiscale, l'enthousiasme se transforme en un fort ressentiment qui conduit en 1799 à un mouvement de rébellion qui contraint les troupes napoléonienne à fuir la ville. Ces dernières reviennent le 5 juillet et s’adonnèrent au pillage.

Nombre d’habitants de Macerata prirent parti au XIXe siècle aux campagnes pour l’indépendance italienne. 

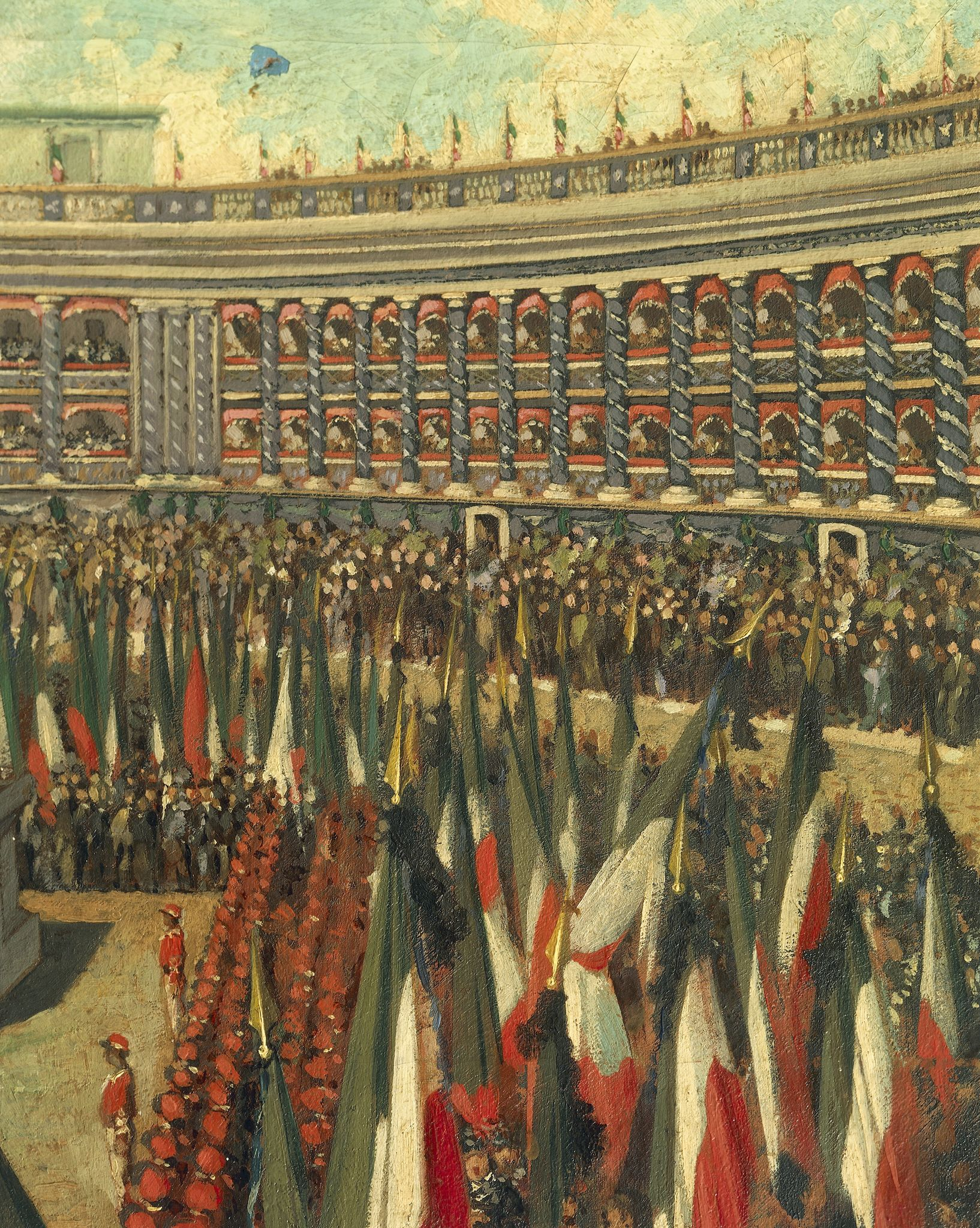
Célébration en l’honneur de Garibaldi dans le sphéristère de Macerata.

Le 1er janvier 1849, la cité reçut la visite de Giuseppe Garibaldi et de sa légion.
Au cours du même mois débuta une campagne électorale, médiatisée par le gouvernement de la République avec la suppression de la taxe sur le grain et les céréales. Les décrets qui mentionnent les futures élections sont publiés. Garibaldi obtient 2069 votes et arriva treizième.
Entre l’été et l'automne 1859, le mouvement libéral de Macerata alla en se renforçant à la suite de la tentative de Garibaldi d'annexer l’Italie centrale.
Ce dernier fut bloqué par Victor-Emmanuel II à cause de l’hostilité des gouvernements toscan et romagnols.
Le 9 octobre 1860, Vittorio Emanuele II est accueilli à Macerata de manière festive par le commissaire en chef de la Cité, Luigi Tegas. Le vote sur l'annexion à l'État libéral ou le maintien dans l’État pontifical, se déroulent entre le 4 et le 5 novembre 1860. Le vote exprima une totale adhésion aux idéaux du règne de Savoie : sur 4 127 votants au total, 99,44 % accueillirent favorablement l’annexion au royaume d'Italie. Ce qui se réalisa le 17 décembre 1860, par un décret signé à Naples par Vittorio Emanuele II.
Avec l’avènement du Fascisme, même à Macerata, il y a de grands troubles à l’ordre public. Après la marche sur Rome, les fascistes prennent le pouvoir et traquent les socialistes.
Macerata est libérée le 30 juin 1944 par les partisans du Commandant Augusto Pantanetti.
L'économie est remise en route essentiellement grâce à l’agriculture, au commerce et au secteur tertiaire, moteur économique de la cité.
Autour des années 1950, le principal problème fut celui de trouver un logement aux nombreuses personnes déplacées. Aussi se développa la zone périphérique et de nouvelles zones populaires.
Dans les années 1980, la ville atteint un nouveau seuil démographique à la suite de la construction de nouvelles zones populaires dans les lieux-dits de Piediripa, Sforzacosta et Villa Potenza.
Au début des années 1990, une forte immigration arrive sur une grande partie de l’Italie. Elle représente, pour la population traditionnelle actuelle, un changement notable de repères.

## Économie
Il y a sur le territoire de nombreuses entreprises multinationales, dont Eismann, Gi Group, Seat, Pages Jaunes, Adecco, El.en.. La présence d’activités artisanales, comme celle de la production d’instruments de musique à vent et de tissage pour la réalisation de tapis et d’autres produits caractérisés par des motifs artistiques précieux, est également significative. Le travail d’orfèvrerie, de céramique et d’osier est également important.

## Monuments et lieux d'intérêt

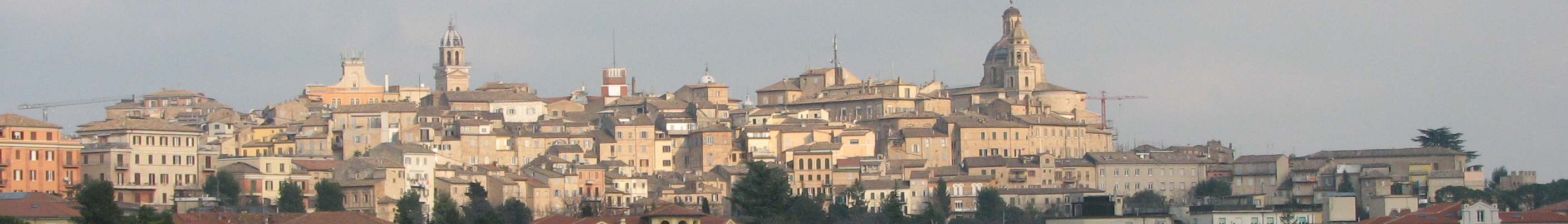
Panorama.

### Architecture religieuse
- Cathédrale San Giuliano

La façade, inachevée, comporte un reste de campanile gothique flamboyant, érigé entre 1467 et 1478 et attribué à Marino di Marco Cedrino. L’intérieur de l’église, vaste et lumineux, est l’œuvre de Cosimo Morelli (en). Dans l’abside, un retable figurant saint Julien qui intercède auprès de la Vierge à l'enfant à cause de la menace de la peste, œuvre de Christoph Unterberger (1786). Dans les chapelles latérales des œuvres intéressantes comme dans la seconde chapelle à droite : un retable du XVIIe siècle avec La Vierge entourée de saints, et enfin, une mosaïque avec l'Archange saint Michel dans le transept droit, réalisée en 1628.
- Basilique Sainte Marie de la Miséricorde
- Église San Filippo Neri
- Église Sainte Marie de la Porte
- Église Sainte Marie de la Virginité
- Église San Giovanni
- Église Sainte Marie de la Paix
- Église Sainte Marie Immaculée
- Église du Sacré-Cœur
- Église Saint Georges
- Église Saint Michel-Archange
- Église Saint François
- Église Sainte Mère de Dieu
- Église Sainte Croix
- Église sainte Marie de la Consolation

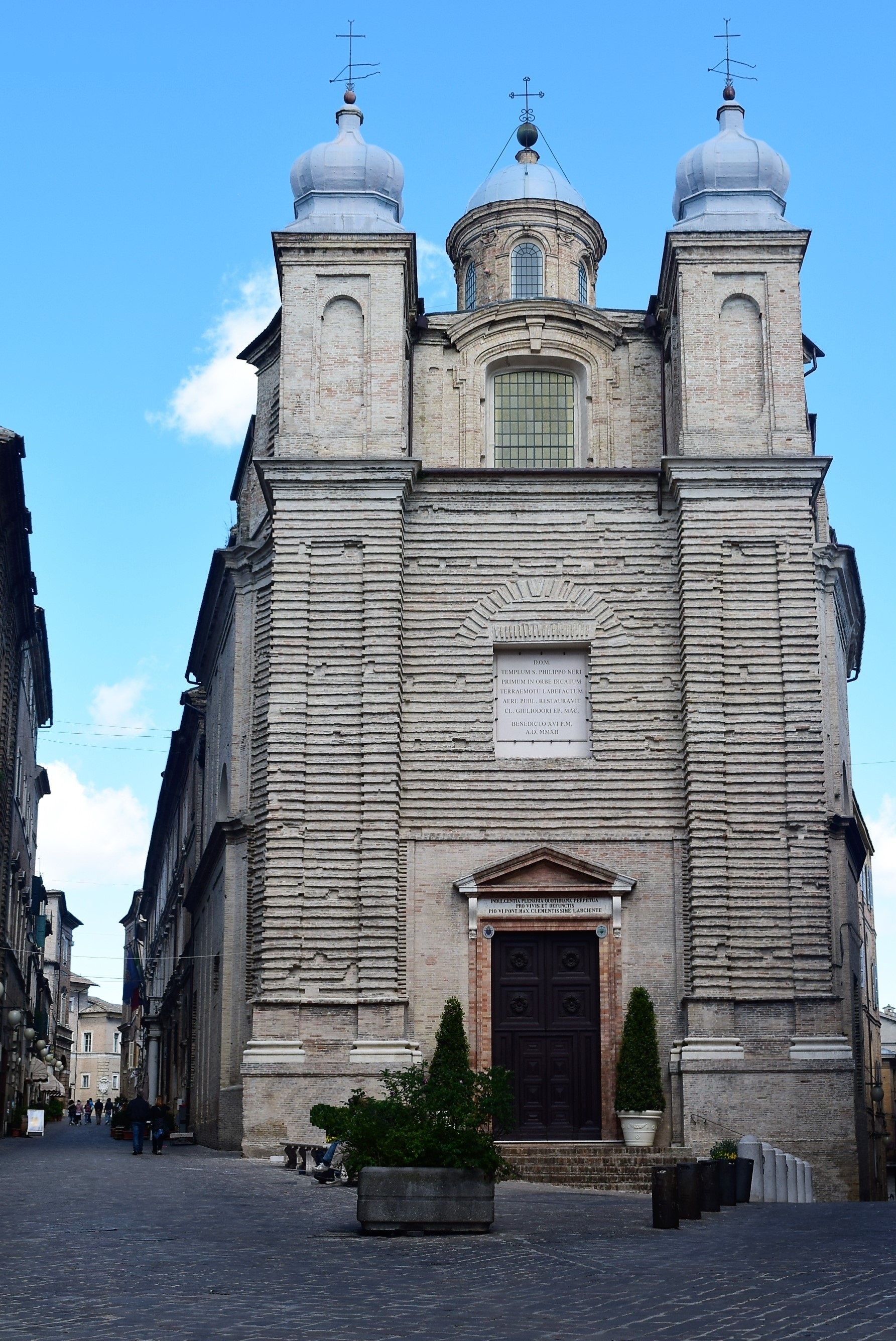
L'église San Filippo Neri.
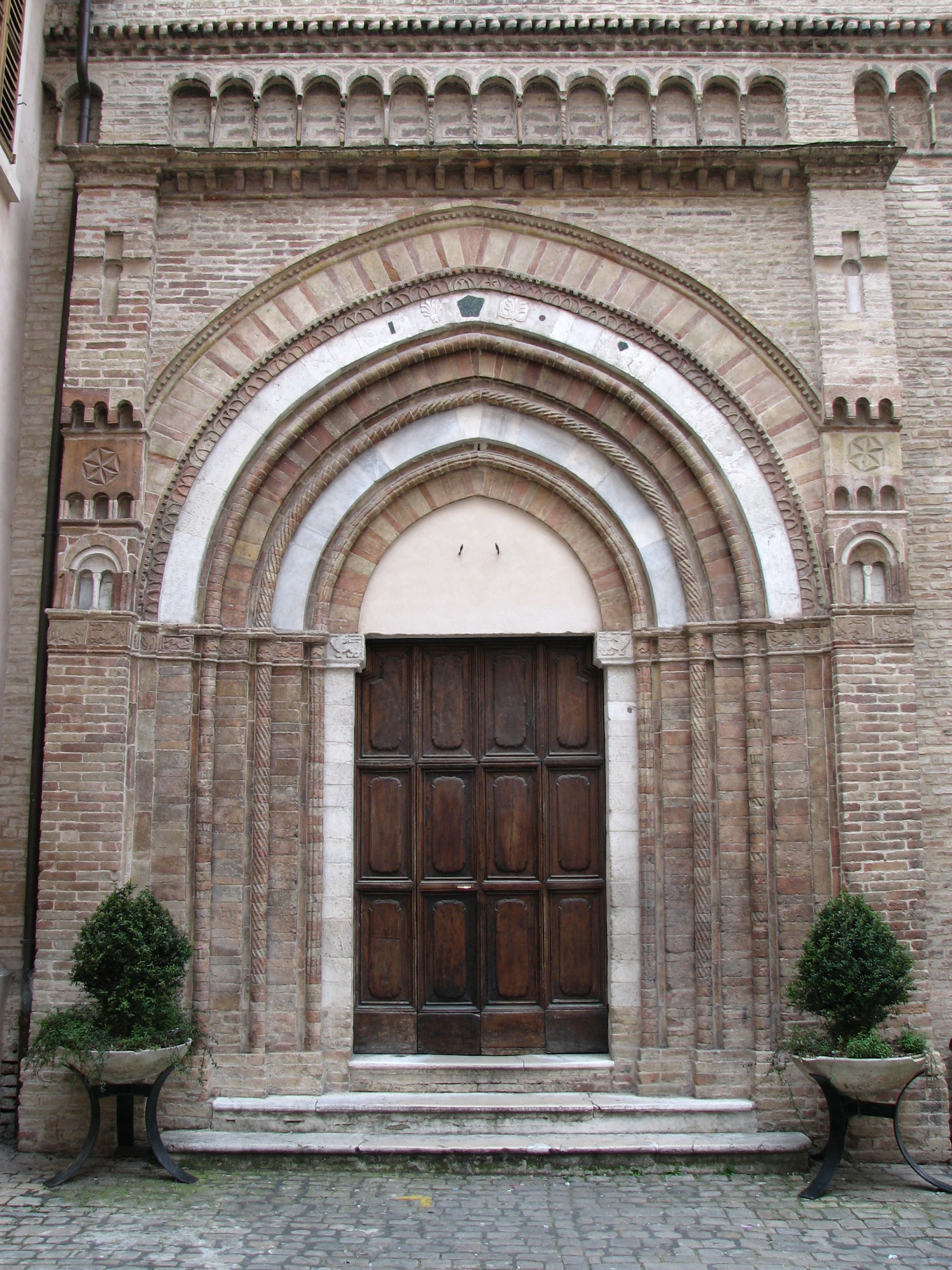
L'église Sainte Marie de la Porte.
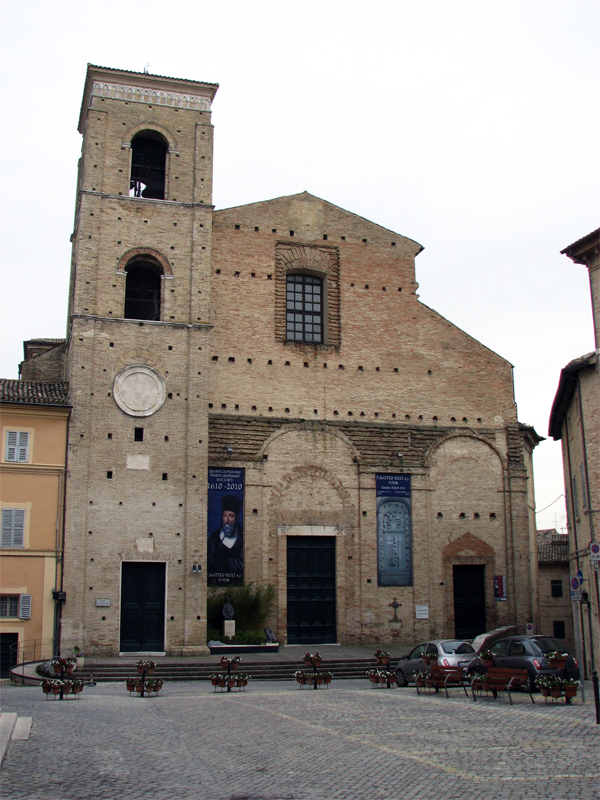
Le Duomo de Macerata.
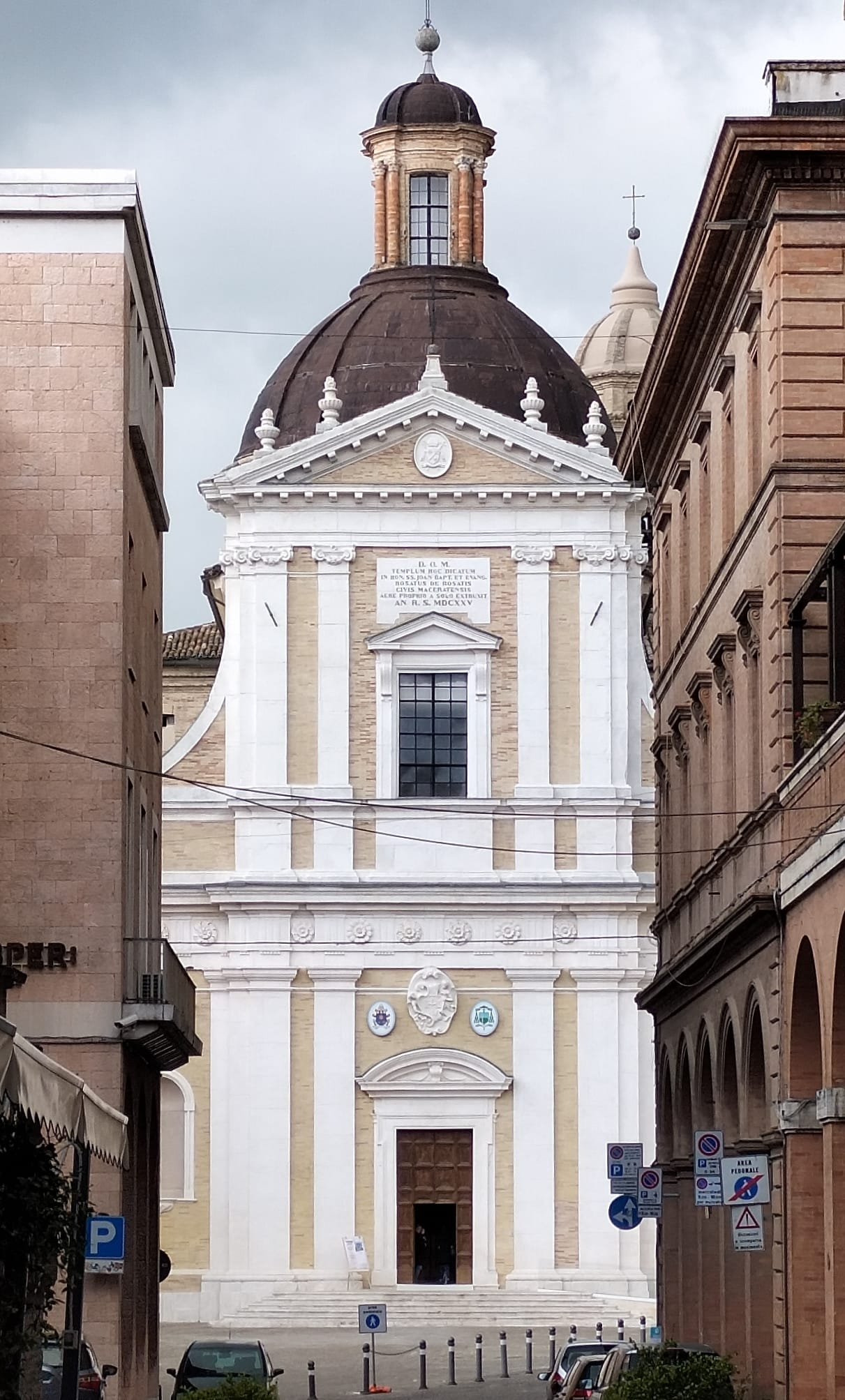
L'église cathédrale San Giovanni.
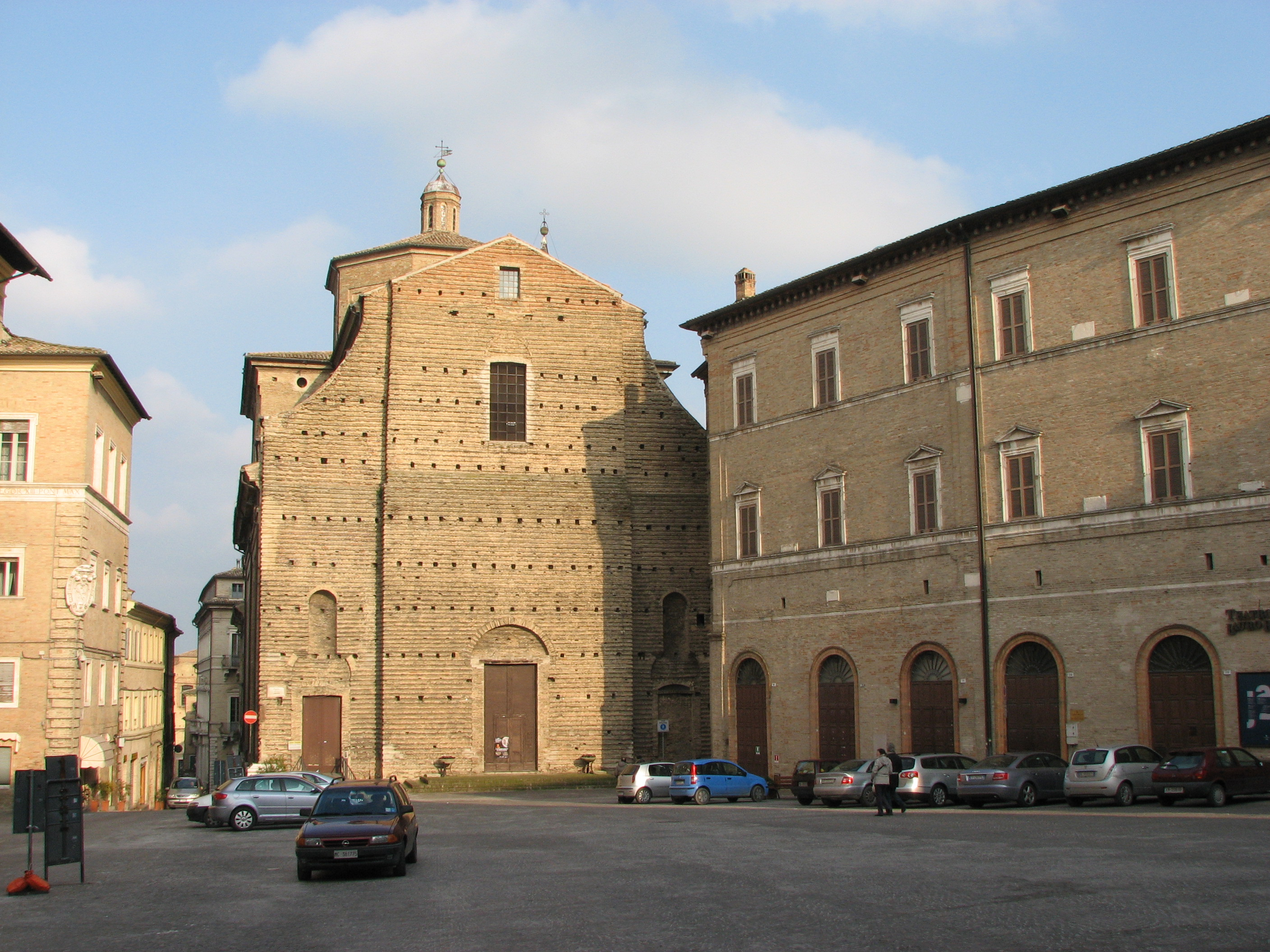
Place de la Liberté (côté sud) et l'église de San Paolo.

### Architecture civile
- Sphéristère de Macerata
- Palais Buonaccorsi
- Palais du Gouverneur
- Palais Compagnoni Marefoschi
- Tour civique (Torre dei Tempi) et horloge astronomique.
- Théâtre Lauro Rossi
- Loge des Marchands
- La Fonte maggiore
- Les Cancelli
- Villa Compagnoni des Lunes à Cimarella
- Autopalazzo
- Stade Helvia Recina

### Aire archéologique
Ruines romaines du théâtre d'Helvia Recina.
- Helvia Recina

### Parcs et Jardins
- Jardins Diaz
- Parc de Fontescodella

### Lieux-dits
Cour Cavour
- Bourg Villa Ficana

- Musées civiques du Palais Buonaccorsi

### Galerie

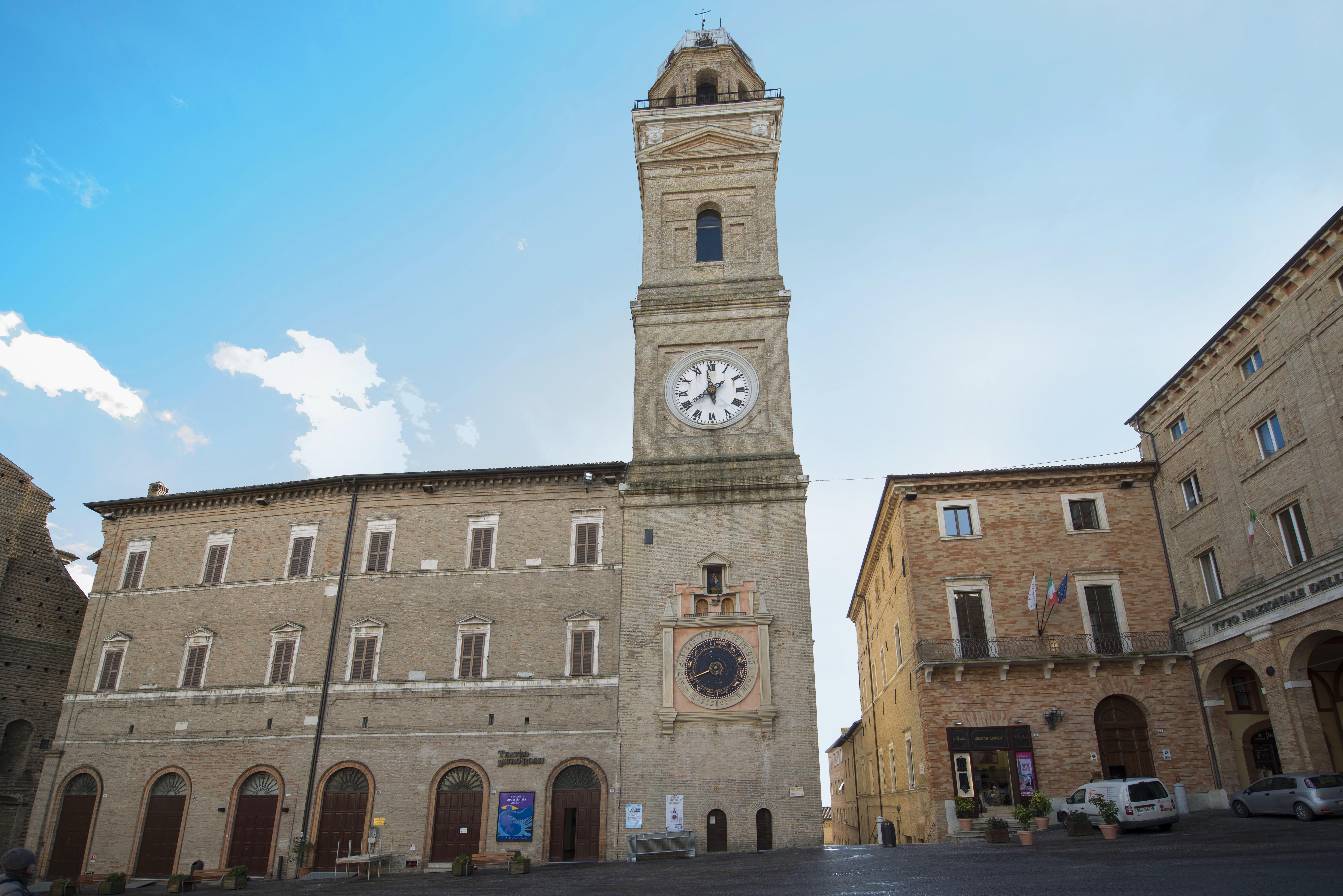
Tour civique.
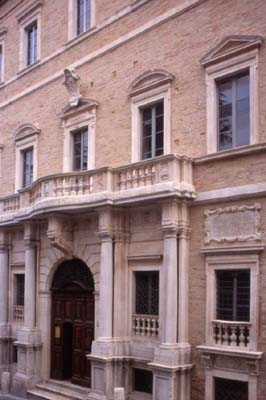
Palais Compagnoni Marefoschi.
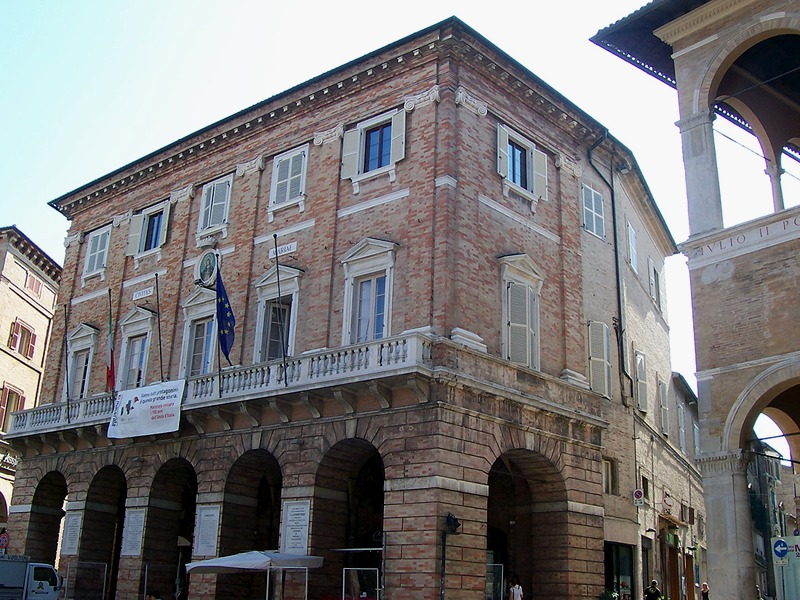
Palais communal.
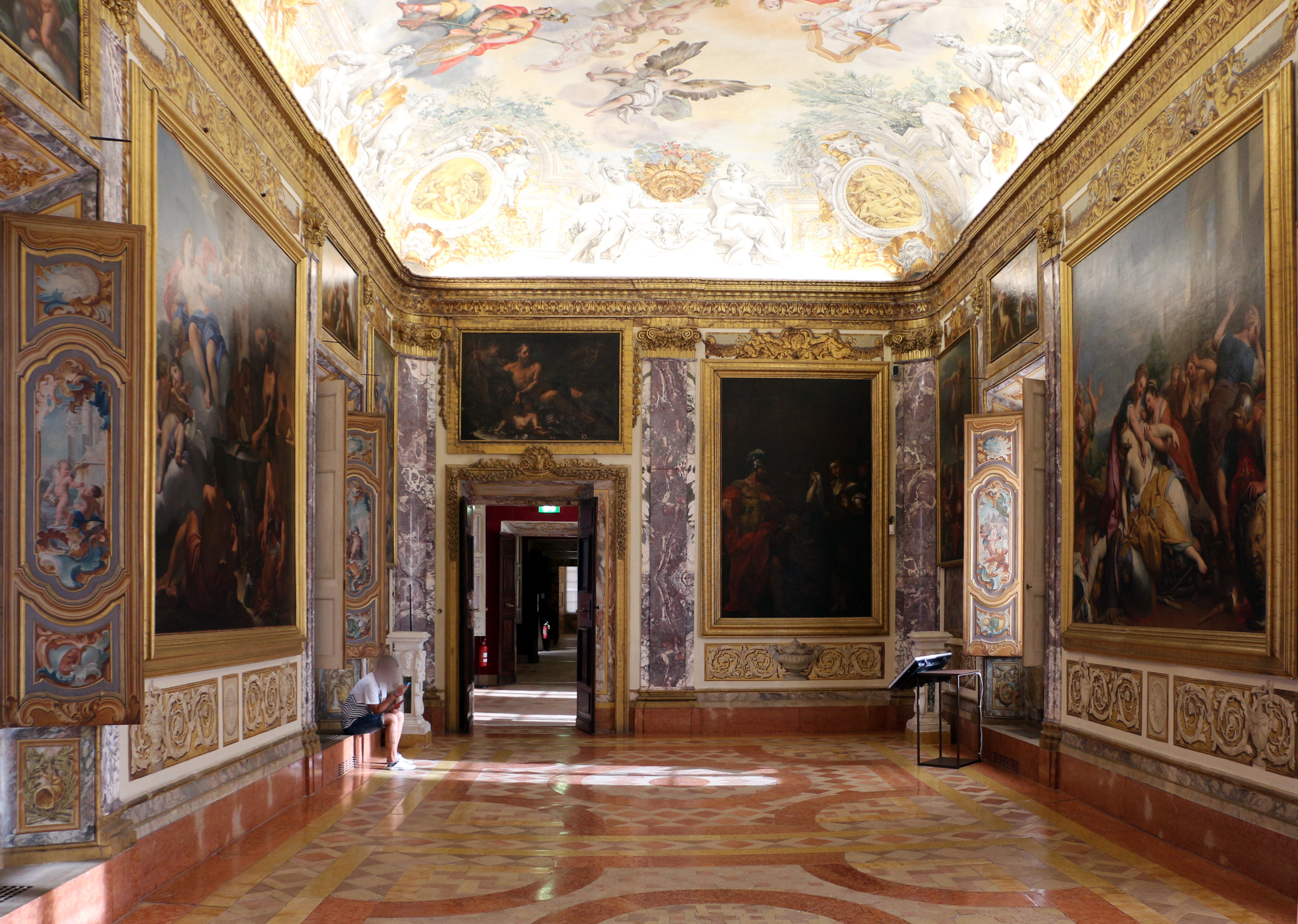
Palazzo Buonaccorsi, salle de l'Énéide.
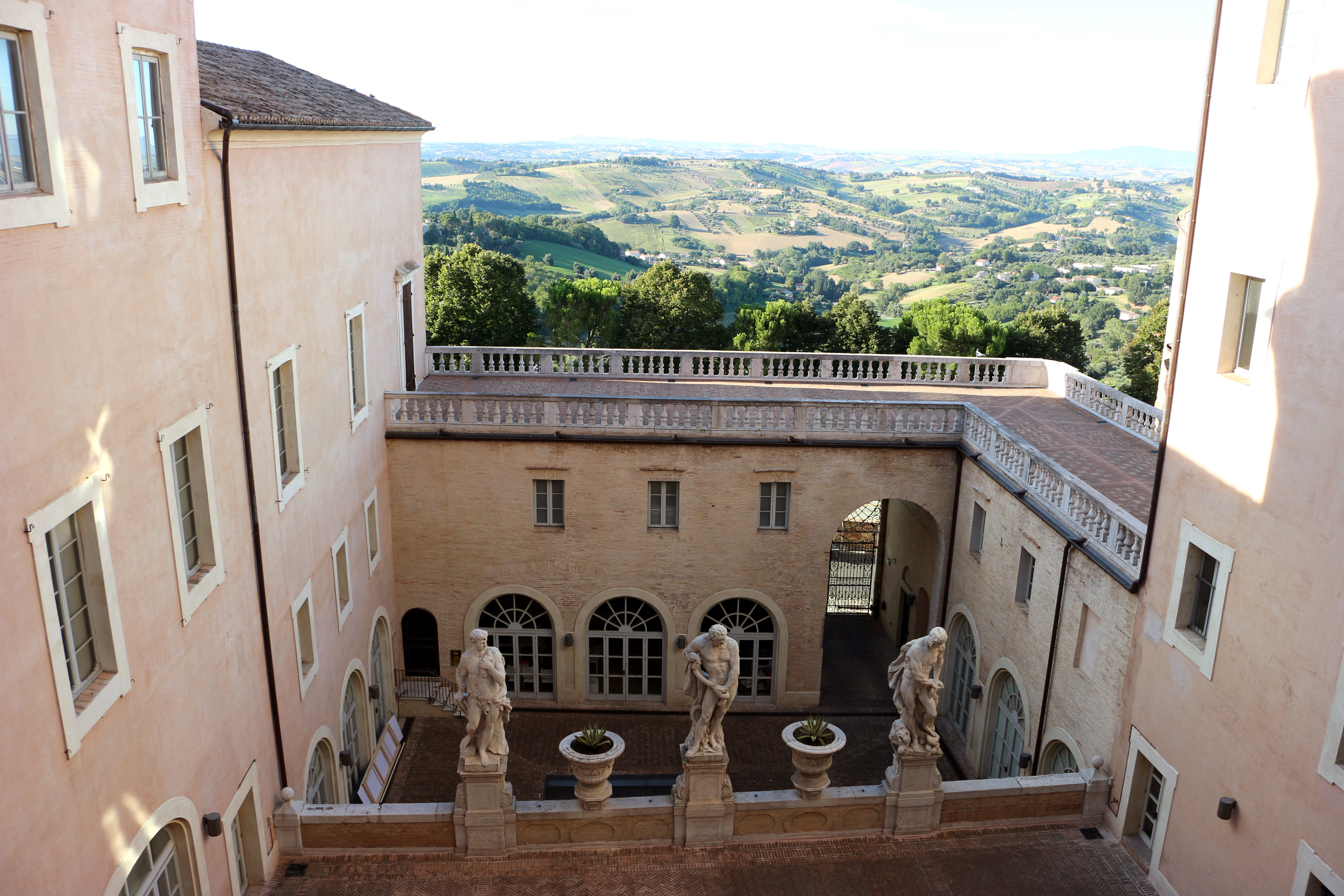
Cour du palais Buonaccorsi.
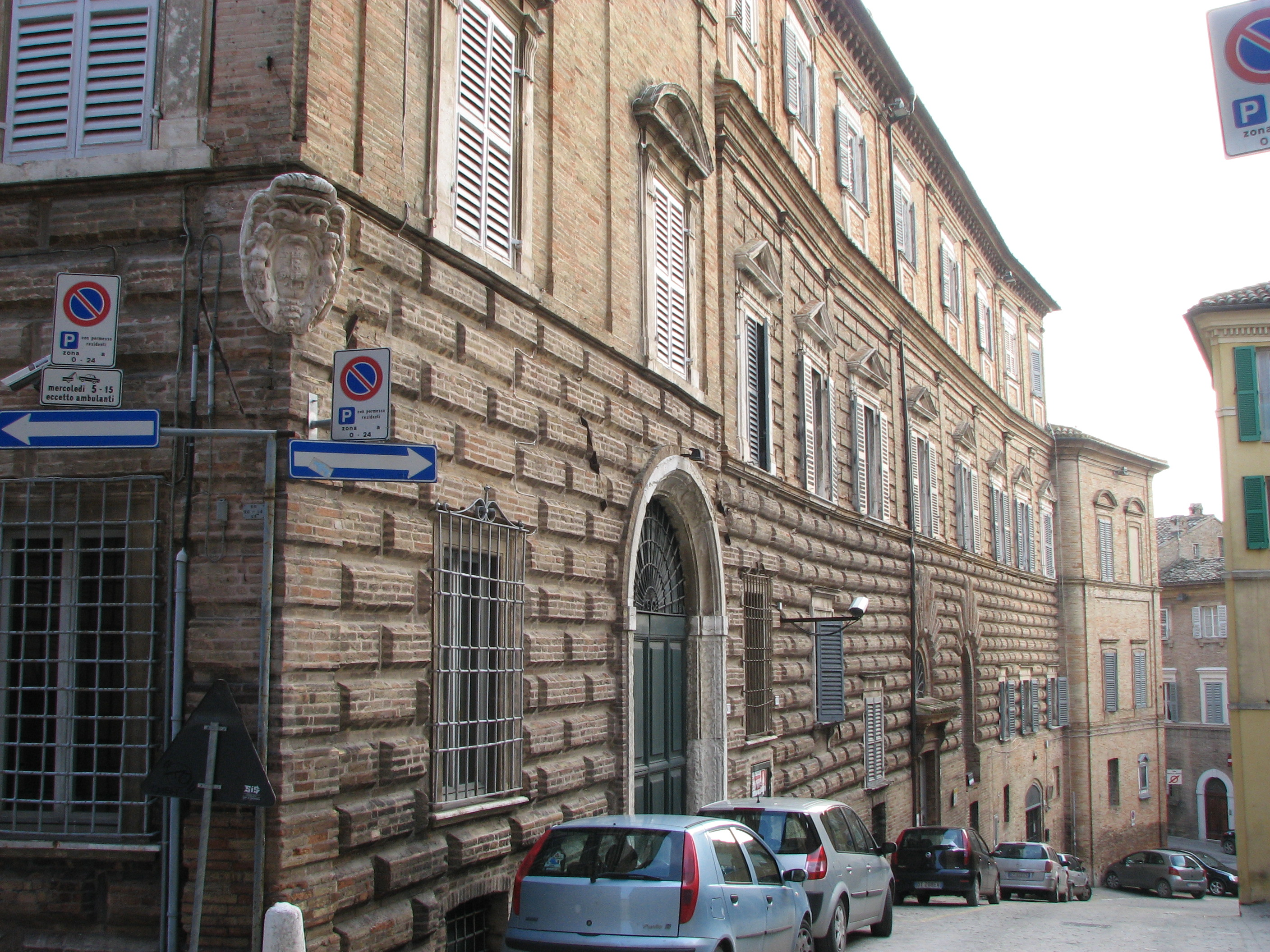
Palais Ricci.
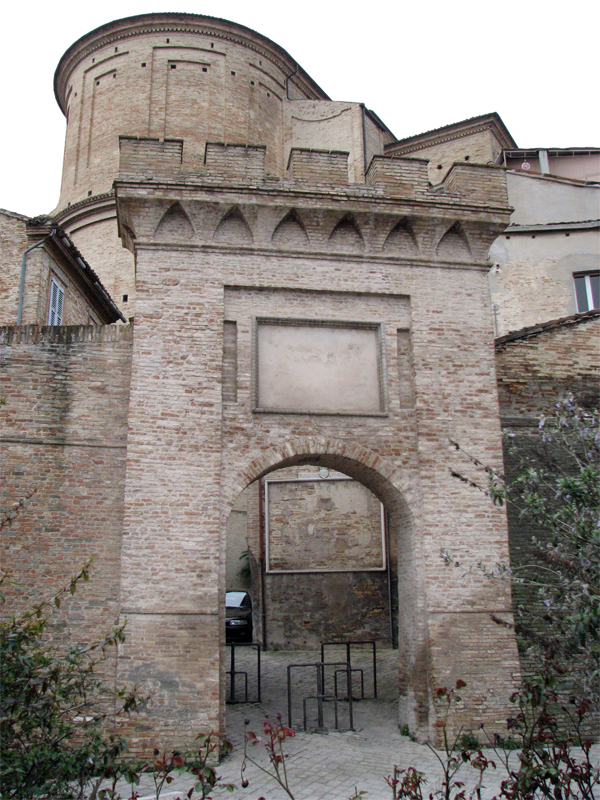
Porte san Giuliano.
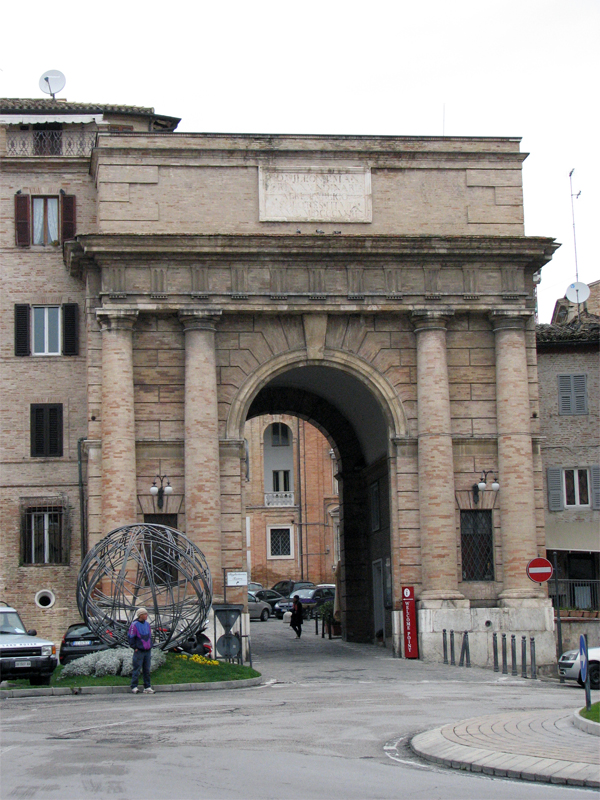
Porta Mercato.
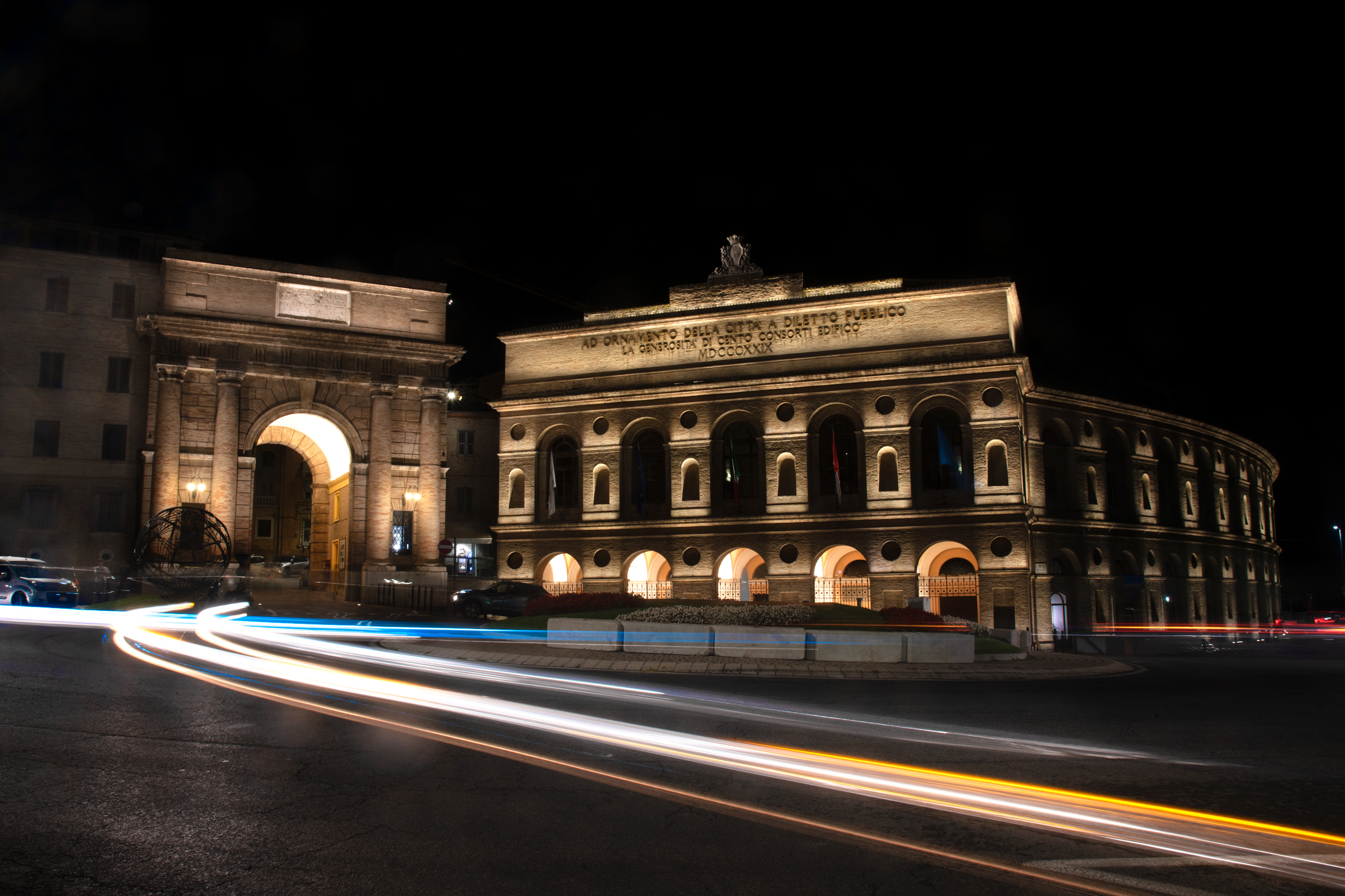
Sferisterio.

## Sport
La ville dispose de plusieurs installations sportives, comme le Sferisterio, le Stade de la Victoire (construit en 1927) ou le Stade Helvia Recina (construit en 1963), qui accueillent les différentes équipes de football de la ville, comme la Società Sportiva Maceratese, la principale d'entre elles.

## Administration
| Période                                  | Période  | Identité         | Étiquette       | Qualité |
| ---------------------------------------- | -------- | ---------------- | --------------- | ------- |
| 2005                                     | 2010     | Giorgio Meschini | Centre gauche   |         |
| 2010                                     | 2015     | Romano Carancini | Parti démocrate |         |
| 2015                                     | 2020     | Romano Carancini | Parti démocrate |         |
| 2020                                     | En cours | Sandro Parcaroli | Ligue du Nord   |         |
| Les données manquantes sont à compléter. |          |                  |                 |         |

## Jumelages
| Ville | Ville                    | Pays | Pays        | Période                |
| ----- | ------------------------ | ---- | ----------- | ---------------------- |
|       | Il-Furjana,              |      | Malte       | depuis le 4 août 2007  |
|       | Issy-les-Moulineaux,     |      | France      | depuis le 19 juin 1982 |
|       | Kamza,                   |      | Albanie     | depuis le 13 mars 2010 |
|       | Sheffield                |      | Royaume-Uni |                        |
|       | Weiden in der Oberpfalz, |      | Allemagne   | depuis 1963            |

Macerata, Issy-les-Moulineaux et Weiden in der Oberpfalz constituent un cas de jumelage tripartite.

### Hameaux
Acquesalate, Acquevive, Botonto San Giacomo, Botonto Sant'Isidoro, Cervare, Cimarella, Cincinelli, Collevario, Consalvi, Corneto, Helvia Recina, Isola, Madonna del Monte, Montanello, Piediripa, Sforzacosta, Valle, Vallebona, Valteia, Villa Potenza

### Communes limitrophes
Appignano, Corridonia, Montecassiano, Montelupone, Morrovalle, Pollenza, Recanati, Tolentino, Treia

## Personnages liés à la commune

### Nés (et/ou morts) à Macerata
- Matteo Ricci, (1552 - 1610), prêtre et missionnaire jésuite en Chine, y est né.
- Horace Capponi, en fut le gouverneur au XVIe siècle
- Filippo Bellini (1550-1604) peintre baroque auteur du portrait de Sixte V
- Pietro Paolo Floriani (1585-1638), ingénieur et architecte militaire qui a donné son nom à la ville de Floriana à Malte
- Giovanni Mario Crescimbeni, poète et critique littéraire italien du XVIIesiècle et fondateur de l’académie des arcades de Romes.
- Lauro Rossi (1812-1885), compositeur d’opéras, directeur du conservatoire Giuseppe Verdi de Milan et du conservatoire de Naples.
- Giuseppe Tucci (1894-1984), un des plus célèbres orientalistes italiens
- François de Caldarola, graveur du sec. XVII, et frère capucin, à qui fut dédiée une petite église près de l’enceinte de la ville.
- Lino Liviabella, compositeur, pianiste et enseignant (1902-1964)
- Marco Giuseppe Peranda (1626–1675), compositeur et chanteur (une rue de la ville porte son nom).
- Basilio Basili (1804-1895), compositeur
- Laura Boldrini (1961), femme politique et présidente de la Chambre des députés de 2013 à 2018, y est née.
- Dante Ferretti, est un chef décorateur, metteur en scène, de cinéma et de théâtre, trois fois primé aux Oscars, né à Macerata le 26 février 1943,
- Camila Giorgi, joueuse de tennis, y est née en 1991.
- Giovanni Anastasi (1653-1704) peintre baroque actif dans toute la région des Marches
- Domenico Annibali, (1700-1779) contre-ténor de renommée internationale
- Masseo di Marignano, compagnon de saint François d’Assise cité dans plusieurs chapitres des Fioretti de Saint François d'Assise.

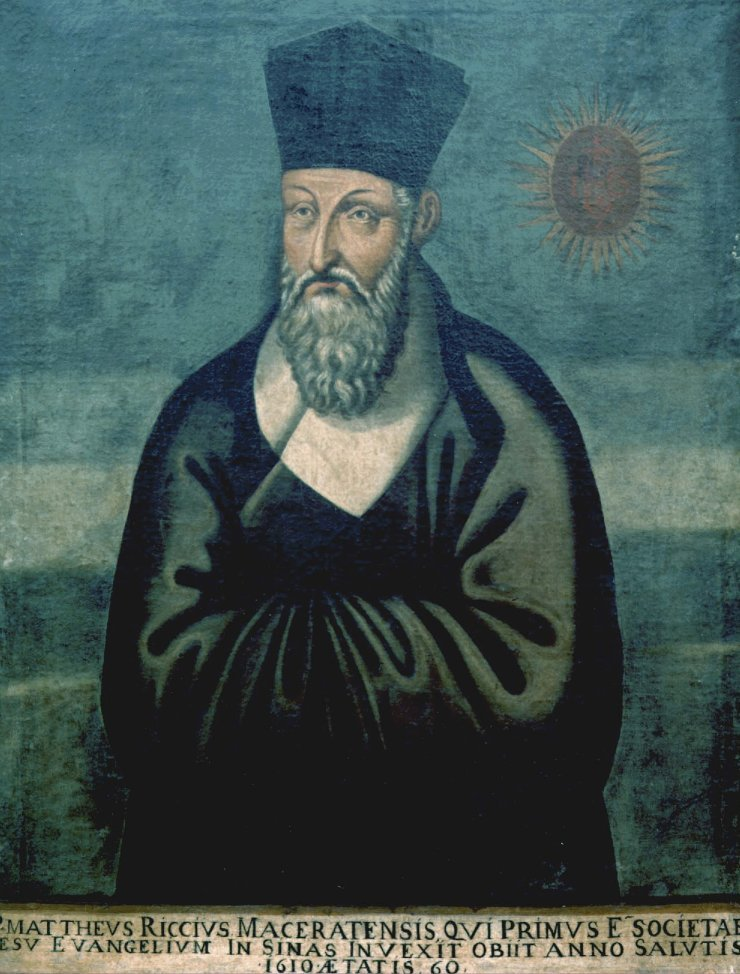
Matteo Ricci.
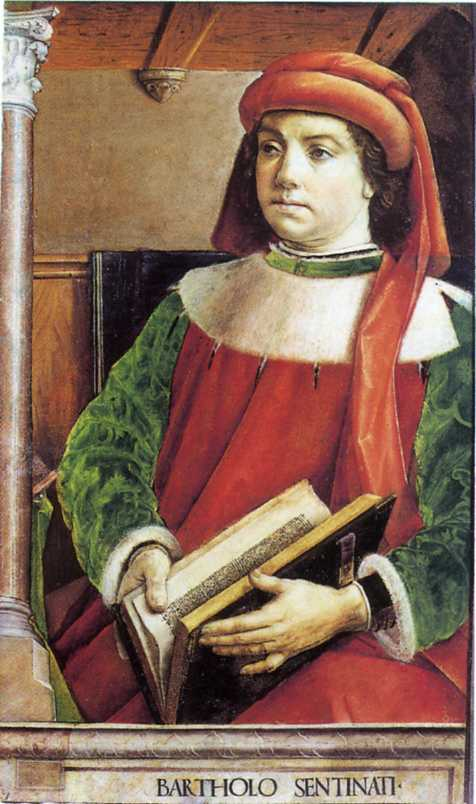
Bartolo Sentinati dit de Sassoferrato.
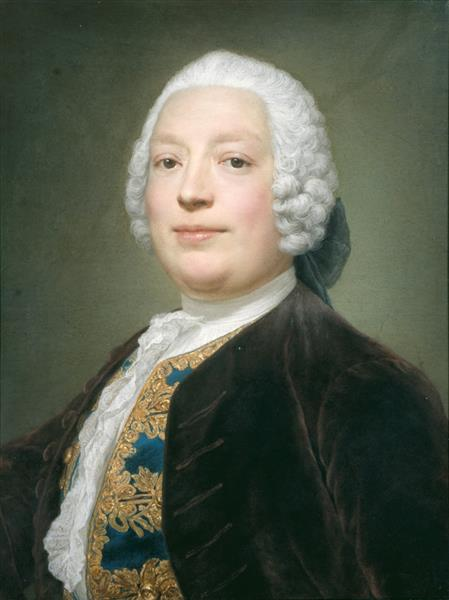
Domenico Annibali peint par Anton Raphael Mengs.
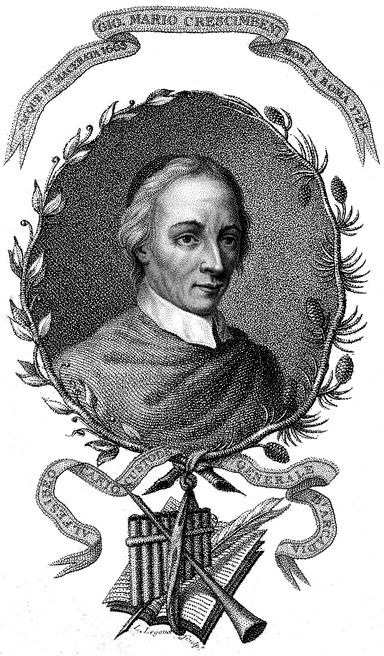
Giovanni Mario Crescimbeni.
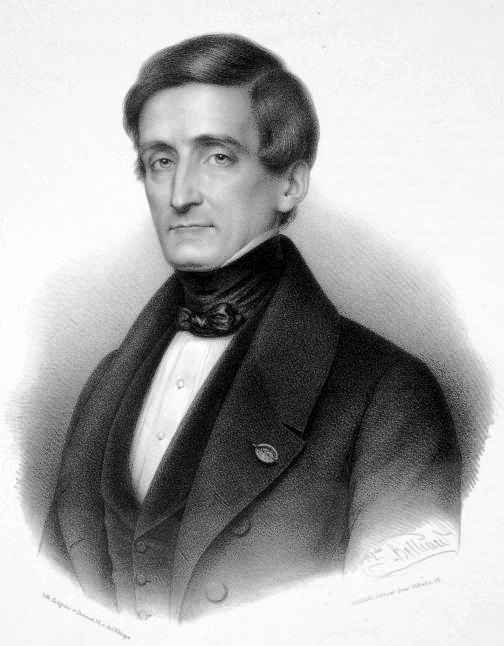
Lauro Rossi.

### Ayant séjourné ou vécu à Macerata
- Alessandro Serenelli frère capucin
- Bartolo da Sassoferrato, jurisconsulte du XIVesiècle et fondateur de l’Université de Macerata.
- Joachim Murat, maréchal d’Empire a établi ses quartiers au palazzo Torri (via Garibaldi) en 1815, année de la bataille de Tolentino.
- Giuseppe Garibaldi y a séjourné quelques mois formant ladite legione Maceratese
- Michel de Montaigne, au cours de son voyage en Italie, entre 1580 et 1581, est passé à Macerata. Voici ce qu'écrit le philosophe dans son journal de voyage, à propos de cette visite :

« Belle ville de la grandeur de Libourne, assise sur un haut en
forme aprochant du ront, & se haussant de toutes pars egalemant vers son vantre. Il n’y a pas
beaucoup de bastimans beaus. J’y remercai un Palais de pierre de taille, tout taillé par le dehors en pouinte de diamans carrée ; come le Palais du Cardinal d’Este à Ferrare cete forme de constructure est plesante à la veue. L’antrée de cete ville, c’est une porte neufve, où il y a descrit : Porta Boncompaigno, en lettres d’or ; c’est de la suite des chemins que ce Pape a redressés. C’est ici le siege du Legat pour le païs de la Marque »